# ピエヴェペーラゴ
ピエヴェペーラゴ（伊: Pievepelago）は、イタリア共和国エミリア＝ロマーニャ州モデナ県にある、人口約2,200人の基礎自治体（コムーネ）。

## 地理

### 位置・広がり

#### 隣接コムーネ
隣接するコムーネは以下の通り。括弧内のLUはルッカ県（トスカーナ州）所属を示す。
- バルガ (LU)
- カスティリオーネ・ディ・ガルファニャーナ (LU)
- コレリア・アンテルミネッリ (LU)
- フィウマルボ
- フォシャンドラ (LU)
- フラッシノーロ
- ピエーヴェ・フォシャーナ (LU)
- リオルナート

### 気候分類・地震分類
ピエヴェペーラゴにおけるイタリアの気候分類 (it) および度日は、zona F, 3299 GGである。
また、イタリアの地震リスク階級 (it) では、zona 2 (sismicità media) に分類される。

## 行政

### 分離集落
ピエヴェペーラゴには、以下の分離集落（フラツィオーネ）がある。
- Roccapelago, Sant'Andreapelago, Sant'Annapelago, Tagliole

## 人物

### 著名な出身者
- ディーナ・マンフレディーニ - 存命人物中の世界最高齢記録を保持していた女性。20代より米国に移住。